# Dicranomyia pilosipennis
Dicranomyia pilosipennis är en tvåvingeart som först beskrevs av Alexander 1929.  Dicranomyia pilosipennis ingår i släktet Dicranomyia och familjen småharkrankar. Inga underarter finns listade i Catalogue of Life.